# Berlin–Angermünde–Berlin 1979
Berlin–Angermünde–Berlin 1979 war die 22. Austragung des Eintagesrennens Berlin–Angermünde–Berlin (Erich-Schulz-Gedenkrennen). Es fand am 21. April über 157 Kilometer statt. Sieger wurde Andreas Neuer.

## Rennverlauf
Am diesjährigen Erich-Schulz-Gedenkrennen nahm die gesamte Leistungsklasse der DDR-Sportclubs mit allen Nationalmannschaftsfahrern teil. Für letztere ging es um Qualifikationspunkte für die Nominierung zur Internationalen Friedensfahrt 1979. Eine frühe Entscheidung fiel nach einem Ausreißversuch von Helmut Taudte nach 18 Kilometern, dem etwas später 20 Fahrer folgten. Kurz vor dem Wendepunkt in Angermünde stürzten mehrere Fahrer. Dadurch fielen die Mitfavoriten Martin Goetze und Bodo Straubel zurück. Hartnick hatte dreimal Defekt und fuhr jedes Mal wieder zur Spitze auf. Kurz vor dem Ziel nutzte Neuer eine Kopfsteinpflasterpassage für einen Antritt und erreichte das Ziel in der Rigaer Straße in Berlin-Friedrichshain mit geringem Vorsprung als Solist. Den von der BSG Post Berlin gestifteten Wanderpokal für die beste Mannschaft gewann der SC Cottbus.

## Ergebnis
|     | Fahrer                | Verein               | Zeit (h)       |
| --- | --------------------- | -------------------- | -------------- |
| 01. | Andreas Neuer         | SC Karl-Marx-Stadt   | 3:41:04 h      |
| 02. | Hans-Joachim Hartnick | SC Cottbus           | gl. Zeit       |
| 03. | Hans-Joachim Pohl     | ASK Frankfurt (Oder) | + 0:07 Minuten |
| 04. | Uwe Freese            | SC Dynamo Berlin     | gl. Zeit       |
| 05. | Bernd Drogan          | SC Cottbus           | gl. Zeit       |
| 06. | Holger Kickeritz      | SC Dynamo Berlin     | gl. Zeit       |
| 0 … |                       |                      |                |